# 9 × 19 mm Parabellum

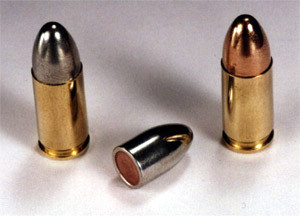
Náboje 9 × 19 mm Parabellum a samotná střela (uprostřed)

9 × 19 mm Parabellum je nejrozšířenější pistolový náboj. Náboj byl představen v roce 1902 německým výrobcem zbraní Deutsche Waffen und Munitionsfabriken (DWM) jako náboj pro jejich pistoli Luger. Jednalo se o vysoce výkonnou verzi staršího náboje 7,65 mm Luger, který byl vyvinut z náboje 7,65 mm Borchardt. Název Parabellum je odvozen z latinského „Si vis pacem, para bellum“ („Hledáš-li mír, připrav se na válku“), což bylo motto DWM. Náboj je nejčastěji uváděn pod názvy 9 mm Parabellum a 9 mm Luger. 
Náboj je často používán také v karabinách a puškách zkonstruovaných na pistolové náboje a od druhé světové války se jedná o dominantní náboj do samopalů. Náboj 9 × 19 mm Luger se vyrábí ve nebo pro více než 70 různých zemí a stal se standardním pistolovým nábojem v celém světě. Jedná se o standardní pistolovou ráži NATO a dalších armád různých zemí světa. Náboj je také široce používaný pro sebeobranné a sportovní účely.

## Vývoj

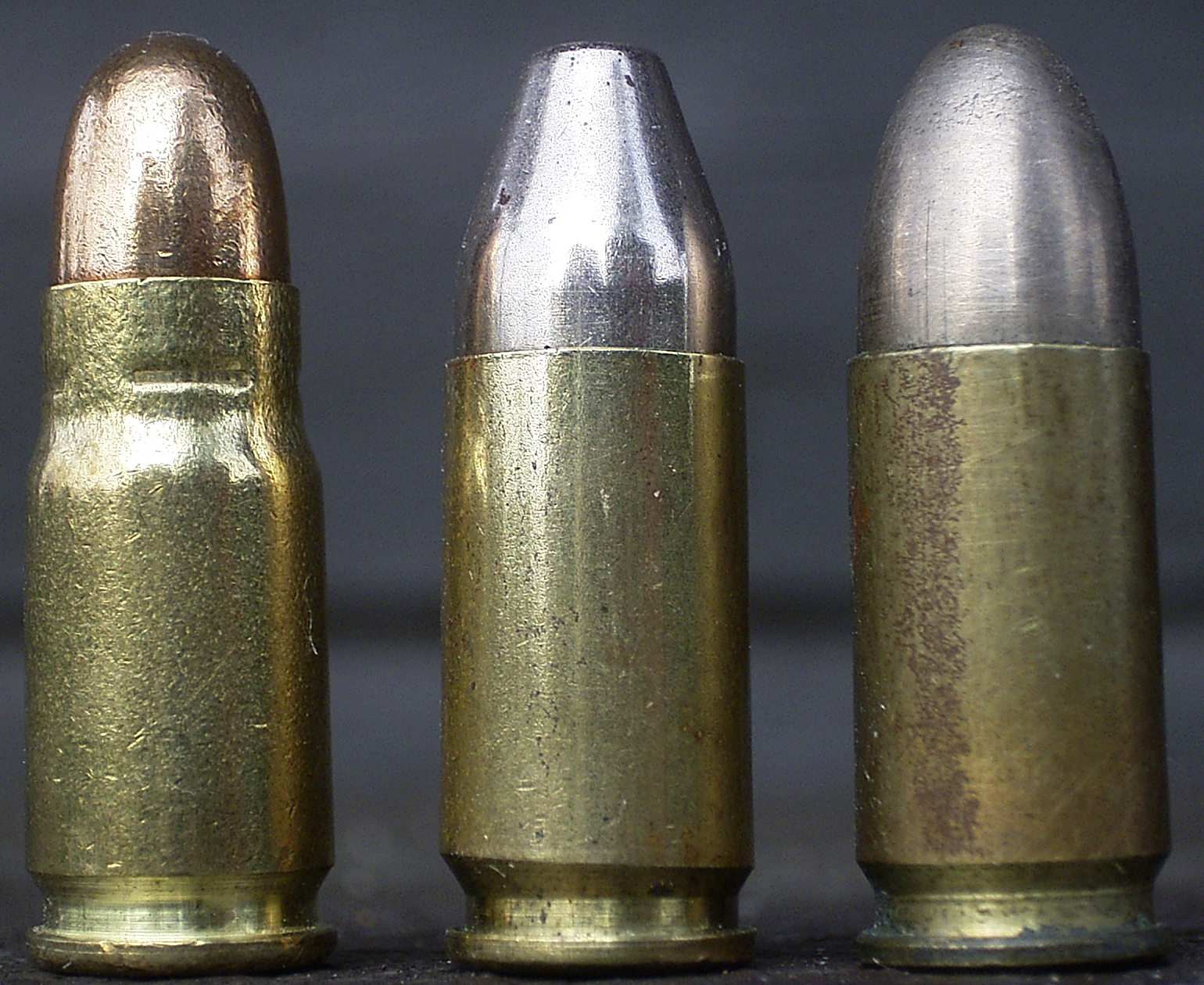
Náboje 7,65 mm Luger (vlevo) a 9 mm Luger (se střelnou ve tvaru komolého kuželu uprostřed a ogivální střelou vpravo)

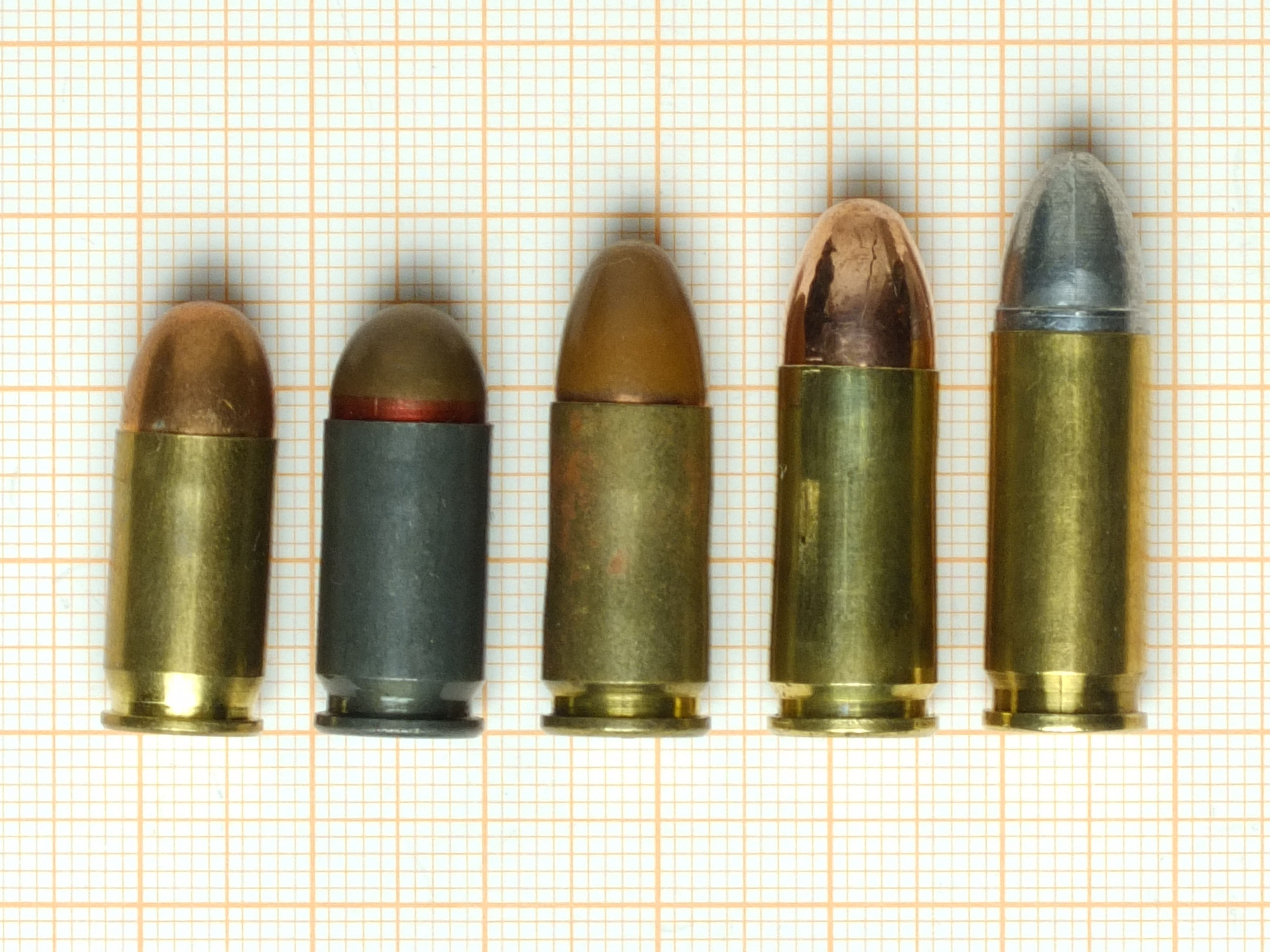
Srovnání různých nábojů ráže 9 mm (zleva doprava): 9x17mm, 9x18mm, 9x19mm, 9x21mm, 9x23mm

Náboj byl zaveden v německém námořnictvu v roce 1904 a německé armádě v roce 1904 společně s pistolí Luger. Střela měla do roku 1915 tvar komolého kuželu. Po 2. světové válce se obvyklá váha střely tohoto náboje zvýšila na 8 gramů, aby se dosáhlo větší přesnosti střelby. Mnoho policejních oddělení přešlo na tuto váhu, protože lehčí laborace tohoto náboje (7,4 g) se ukázala být méně účinnou.
Zlatým věkem tohoto náboje v USA se stalo období od začátku 80. let do poloviny 90. let 20. století které následovalo po zavedení 9mm pistole Beretta 92 v ozbrojených silách USA jako pistole M9 v roce 1985. Policie se vzrůstajícím násilím ve městech začala používat samočinné zbraně s vysokokapacitními zásobníky. Pro tyto účely byl tento náboj svými relativně kompaktními rozměry (zejména ve srovnání s nábojem .45 ACP) velmi vhodný.

## Materiály nábojnic
- mosaz – od roku 1902 je běžným konstrukčním materiálem nábojnic mosaz.[1] Pro zlepšení odolnosti a pro lepší možnosti identifikace se pokrývala mědí nebo niklem, případně byla natřena barvou.
- hliník[1] – hliníkové nábojnice byly od roku 1941 (ve Švýcarsku) vyráběny, aby se ušetřilo mosazi. Používají se dodnes. Vyrábí hlavně firma CCI v USA s poznámkou „nevhodné k přebíjení“.
- ocel[1]
- další materiály – např. plast, který se používá k výrobě cvičných nábojů.[1]

## Výhody a nevýhody
Náboj 9 × 19 mm Luger kombinuje plochou trajektorii letu střely s přijatelným zpětným rázem. Jeho hlavními výhodami jsou malá velikost a nízká potřeba surovin při výrobě. Mezi nevýhody patří tendence k prostřelení cíle a malý průměr dutiny, která vzniká při průchodu střely tkáněmi (při použití neexpanzivní střely).
V některých státech je z politických důvodů použití tohoto náboje zakázáno civilním osobám z důvodu jeho běžného vojenského použití (např. Itálie nebo státy latinské Ameriky). Jako náhrada jsou civilními osobami používány zbraně komorované pro náboje jako 9×17 mm Browning a 9 × 21 mm IMI.

## Specifikace

Specifikace náboje

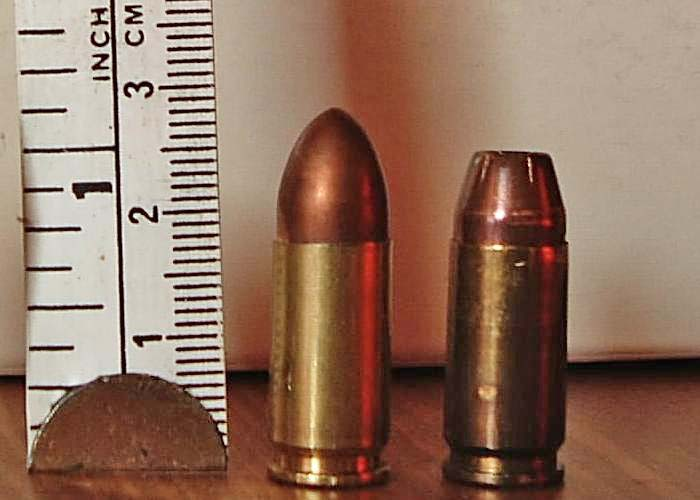
Dva náboje 9 × 19 mm Luger s různou střelou

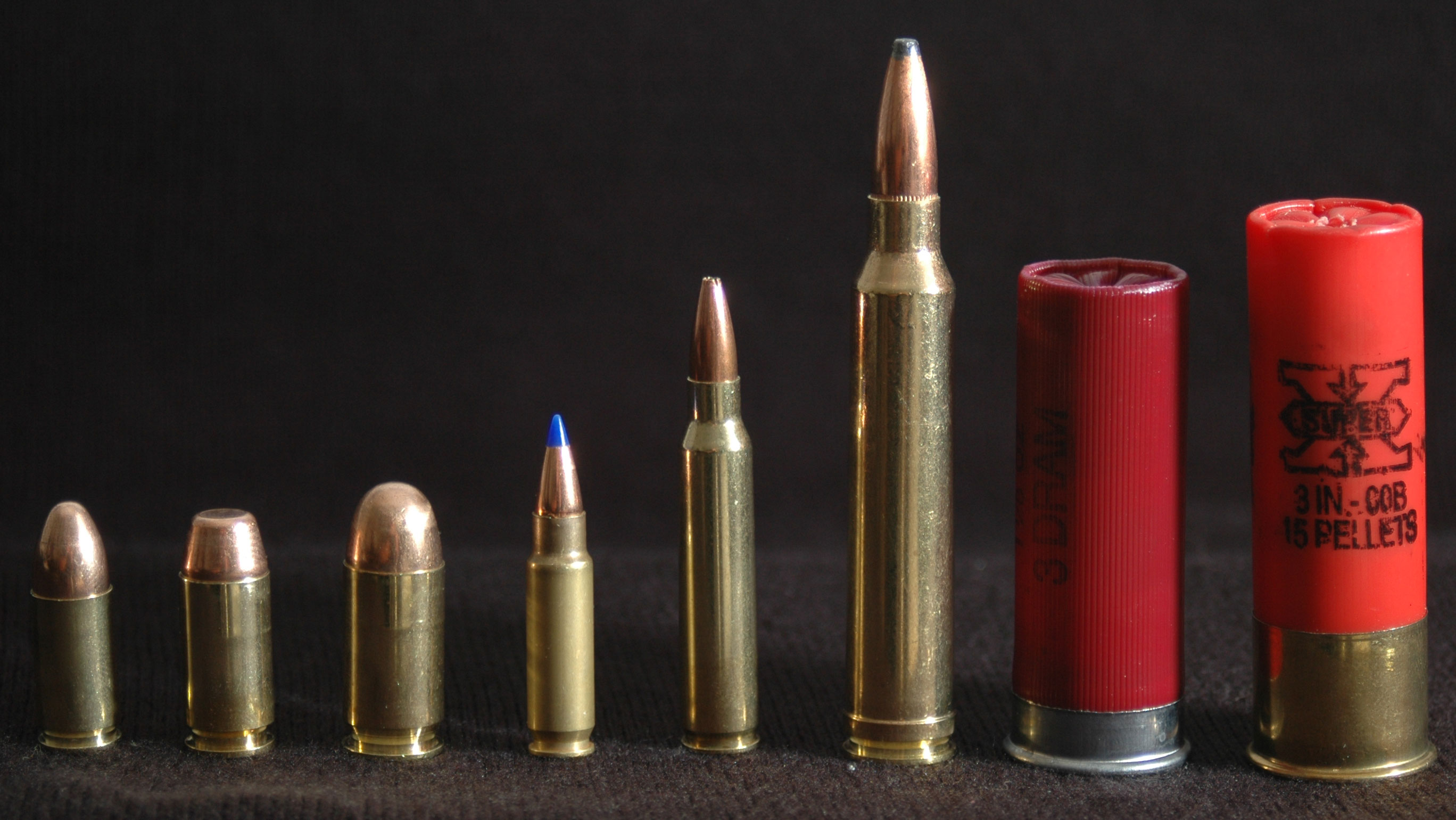
Porovnání různých nábojů. 9 × 19 mm Luger první zleva

| Průměrná hmotnost střely | 7,5–9 gramů (115–140 grainů) |
| Průměrná úsťová rychlost | 340–352 m/s                  |
| Průměrná úsťová energie  | 450–460 J                    |
| Průměr střely            | 9,02 mm (0,355")             |
| Délka nábojnice          | 19,15 mm (0.754")            |
| Celková délka náboje     | 29,69 mm (1,169")            |
| Typ zápalky              | Boxer, Berdan                |

## Synonyma názvu
Náboj 9 × 19 mm Parabellum bývá uváděn pod různými názvy:
- 9 mm
- 9 mm Luger
- 9 mm Luger Parabellum
- 9 mm NATO
- 9 × 19 mm
- 9 × 19 mm NATO
- 9 mm Parabellum
- 9 mm Para
- 9 × 19
- 9 × 19 Parabellum
- 9 mm pro Mi34
- G.P. 9 mm NATO (Parabellum)
- 9 mm m. 38 long
- 9 mm model 38
- 9 mm Beretta (1915)
- 9 mm Suomi
- 9 mm Pistolenpatrone 08 (pistolový náboj 08)
- 9 mm Pistolenpatrone 400 (b) (pistolový náboj 400)
- 9 mm pistolový náboj m. 1941
- 9 mm m/34
- 9 mm m/39
- 9 mm vz. 48
- 9 mm sk ptr m/39 B
- 9 m/m 40 M. Parabellum
- 9mm anglický pistolový náboj
- PM 9
- DWM 480C
- DWM 480D
- DWM 487C
- GR 927
- SAA 4955